# Ferdinand von Miller der Jüngere

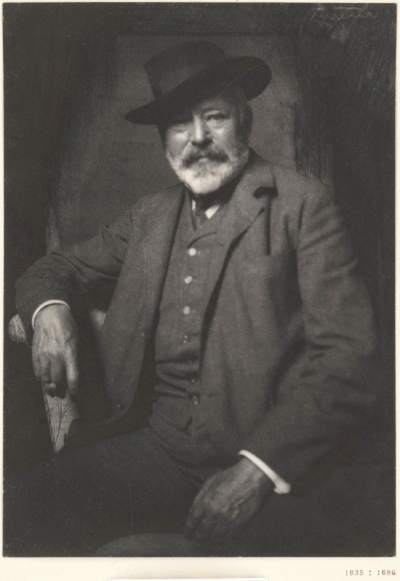
Ferdinand von Miller d. J.

Ferdinand Miller der Jüngere, ab 1875 Ritter von Miller und ab 1912 Freiherr von Miller (* 8. Juni 1842 in München; † 18. Dezember 1929 ebenda) war ein deutscher Bildhauer und Erzgießer sowie langjähriger Direktor der Münchner Kunstakademie. Er war außerdem Reichsrat der Krone Bayerns und königlich bayerischer Rittmeister.

## Familie

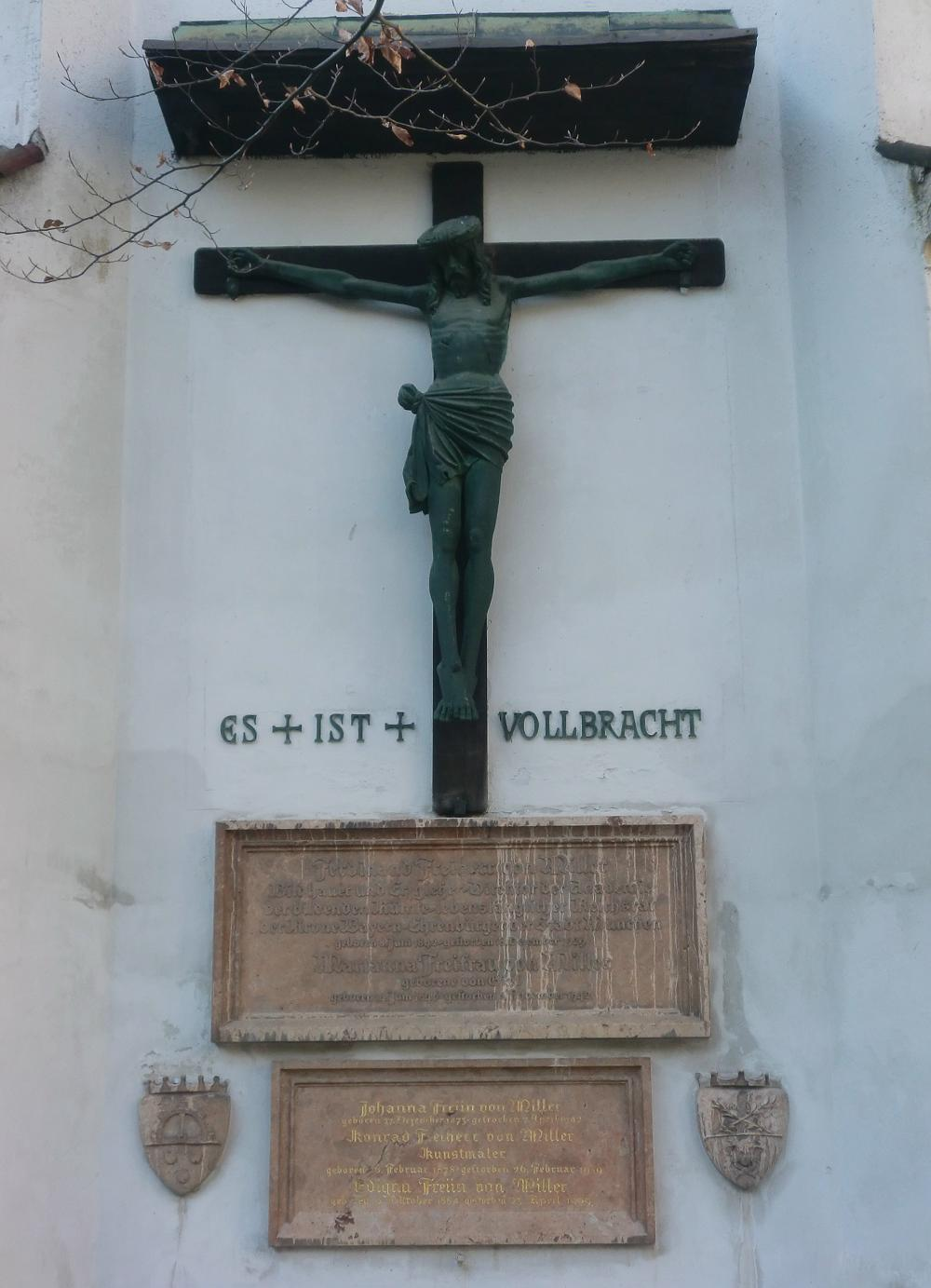
Grabstätte der Familie von Miller auf dem Winthirfriedhof in München

Miller entstammte einer Familie aus dem oberbayerischen Aichach und war der Sohn des Erzgießers und Ersten Inspektors der Königlichen Erzgießerei in München Ferdinand von Miller (1813–1887) und von Anna von Miller, geb. Pösl (1815–1890). Mit der Erhebung des Vaters in den erblichen bayerischen Adelsstand am 12. Oktober 1875 wurden zugleich seine Kinder in den Adelsstand erhoben, zu denen außer Ferdinand von Miller jun. auch der Ingenieur Oskar von Miller, der Chemiker Wilhelm von Miller und der Bildhauer Fritz von Miller zählten.

## Leben
Miller erhielt seine Ausbildung bei seinem Vater in München, der dort Erster Inspektor an der Königlichen Erzgießerei war. Er erweiterte seine Ausbildung in Paris, London und zuletzt in Dresden bei Ernst Hähnel. Anschließend unternahm Miller Studienreisen durch Italien und Nordamerika. Er schuf etwa siebzig Standbilder.
Von 1900 bis 1919 war er Direktor der Königlich Bayerischen Kunstakademie in München. Er war Reichsrat der Krone Bayerns und Gemeinderat in München. Im Jahr 1922 übernahm er den Vorsitz der Künstlergesellschaft Allotria.
1884 erwarb er die Burg Karneid bei Bozen und restaurierte sie.
Bestattet wurde Ferdinand von Miller im Grab der Familie von Miller auf dem Friedhof der Winthirkirche im Münchener Stadtteil Neuhausen, wo auch sein Bruder Oskar begraben liegt.

## Ehrungen
- Ehrenbürger der Stadt Lauingen (1881)
- Ehrenbürger der Stadt München (1912)
- Erhebung in den bayerischen Freiherrnstand am 22. Juni 1912 in Berchtesgaden, gefolgt von der Immatrikulation in der Adelsmatrikel des Königreiches Bayern bei der Freiherrnklasse am 12. August 1912.

## Werk
- Denkmäler (Standbilder) von Alexander von Humboldt und William Shakespeare im Tower Grove Park in St. Louis (USA, 1878)[1]
- Denkmal für Albertus Magnus in Lauingen (1881; unter Denkmalschutz)
- Defenders of Charleston (Confederate Memorial / Soldier’s Monument) (Konföderierten-Kriegerdenkmal, Soldaten-Standbild) auf dem Magnolia Cemetery in Charleston (South Carolina) (USA) (1882 angefertigt durch die Königliche Erzgießerei in München)[2]
- Figurengruppe, Grab von August Humplmayr auf dem Alten Südlichen Friedhof in München Standort
- Denkmal (Standbild) von Christoph Kolumbus im Tower Grove Park in St. Louis (USA, 1886, entfernt 2020)[3]
- Denkmal für König Ludwig I. in der Walhalla (aus Marmor, enthüllt am 25. August 1890)
- Centauren-Brunnen vor dem Fürther Hauptbahnhof (Entwurf Rudolf Maison)
- Denkmal für den Geigenbauer Matthias Klotz in Mittenwald, 1890
- Denkmal (Reiterstandbild) für Kaiser Wilhelm I. in Metz (enthüllt am 11. September 1892; 1918 zerstört)
- Denkmal für Prinzregent Luitpold in Berchtesgaden (enthüllt 1893)
- Denkmal (Standbild) für Kaiser Wilhelm I. in Trier (enthüllt am 15. Mai 1893)
- Marienstatue vor dem Nonner Kircherl in Bad Reichenhall von 1895 (Denkmalschutz)
- Prinzregenten-Denkmal im Bad Reichenhaller Kurgarten für Prinzregent Luitpold (eingeweiht am 12. März 1912, entfernt 1937)[4]
- Denkmal für Prinz Friedrich Karl in Metz (1898 eingeweiht; 1919 zerstört)
- Denkmal für Prinzregent Luitpold in Bamberg (enthüllt 1900)
- Bronzedenkmal (Reiterstandbild) für Ludwig I. von Bayern in Regensburg (enthüllt 1902)
- Bronzedenkmal (Reiterstandbild) für Ludwig den Bayern am Kaiser-Ludwig-Platz in München (enthüllt 1905)
- Denkmal (Standbild) für Kaiser Wilhelm I. in Neunkirchen (Saar) (enthüllt am 22. September 1907)
- Bronzedenkmal Löwe von Eggmühl in Gedenken an die Schlacht bei Eggmühl 1809 in Schierling, Am Löwendenkmal (enthüllt 1909)
- Bronzedenkmal für König Ludwig II. an der Corneliusbrücke in München (enthüllt am 19. Juni 1910; 1942 für Rüstungszwecke abgebaut; Kopf erhalten)
- Reiterstandbild Ottos I. im Hofgarten München (enthüllt 1911)
- Herkulesknabe mit Keule im Garten des Lenbachhauses in München, 1890[5]

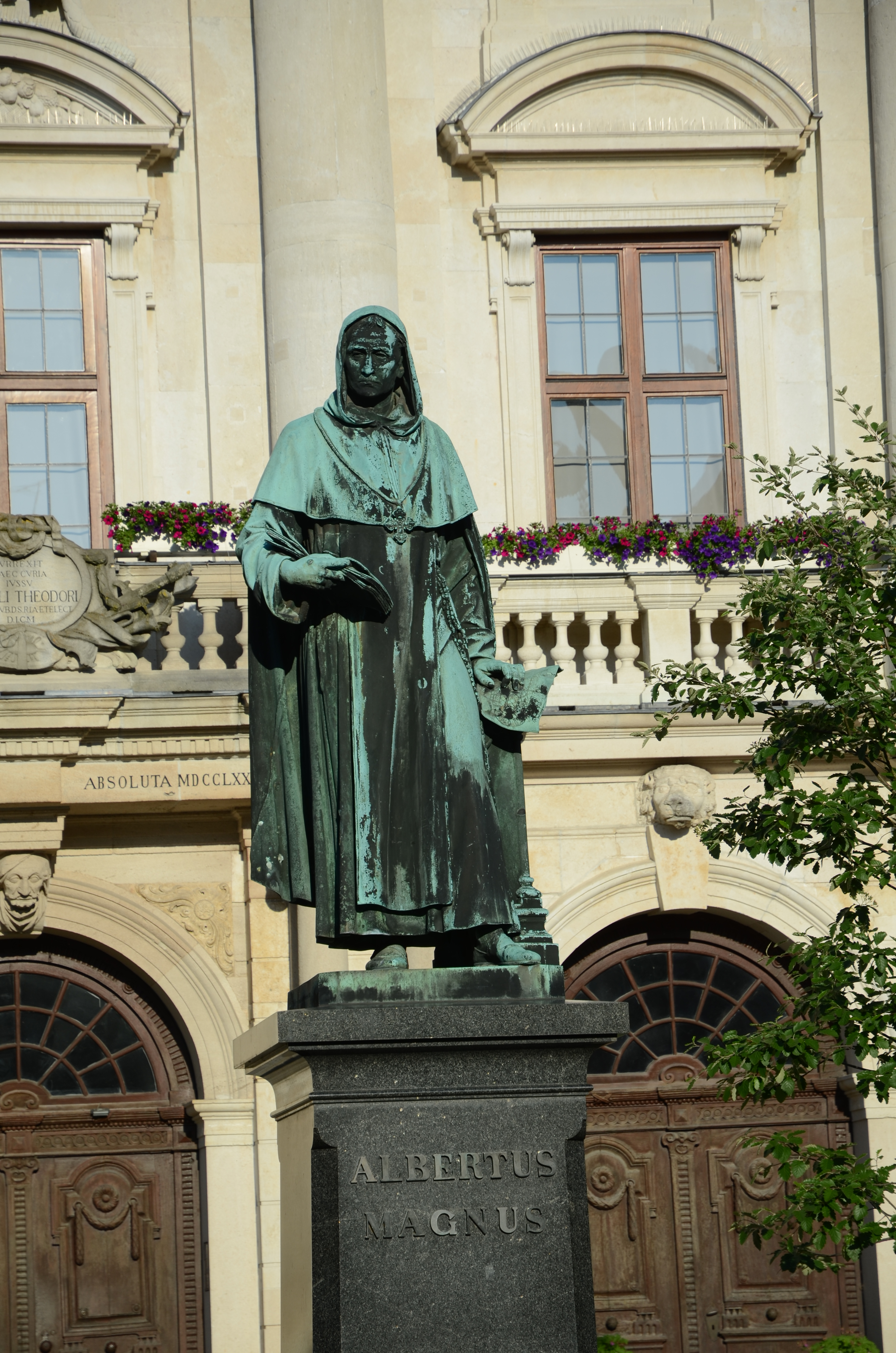
Albertus-Magnus-Denkmal in Lauingen
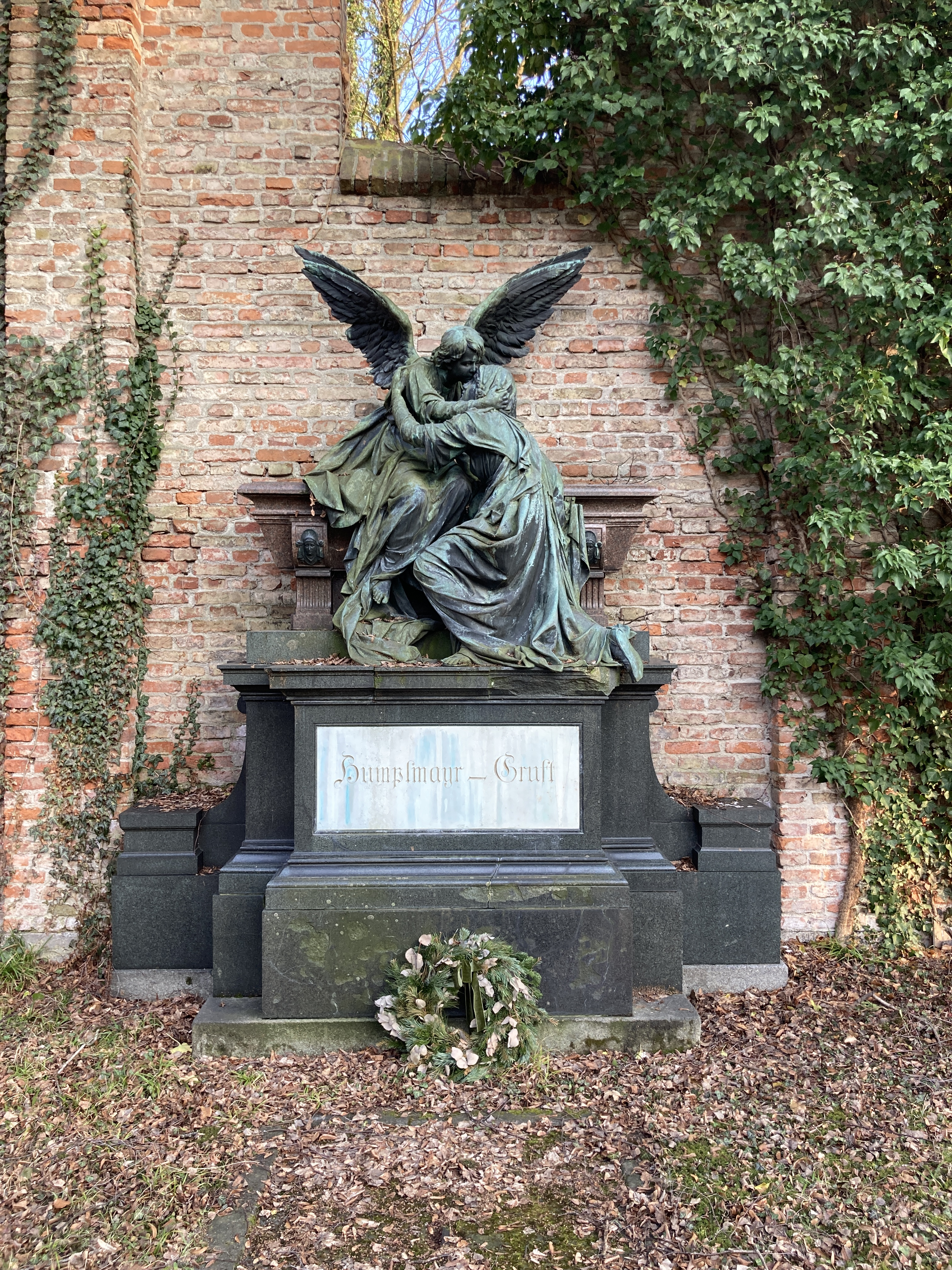
Grab von August Humplmayr auf dem Alten Südlichen Friedhof in München; Standort
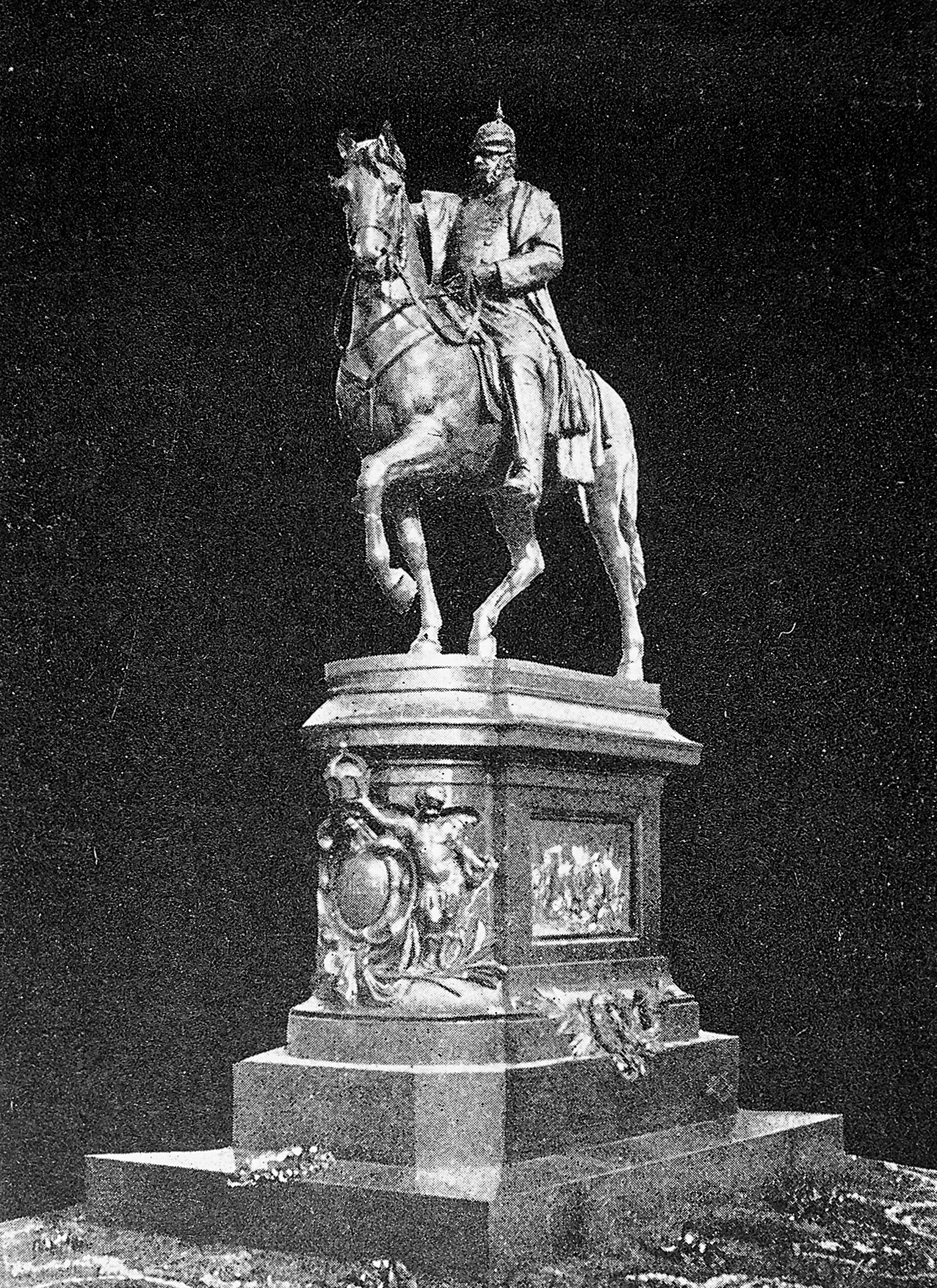
Kaiser-Wilhelm-Denkmal in Metz
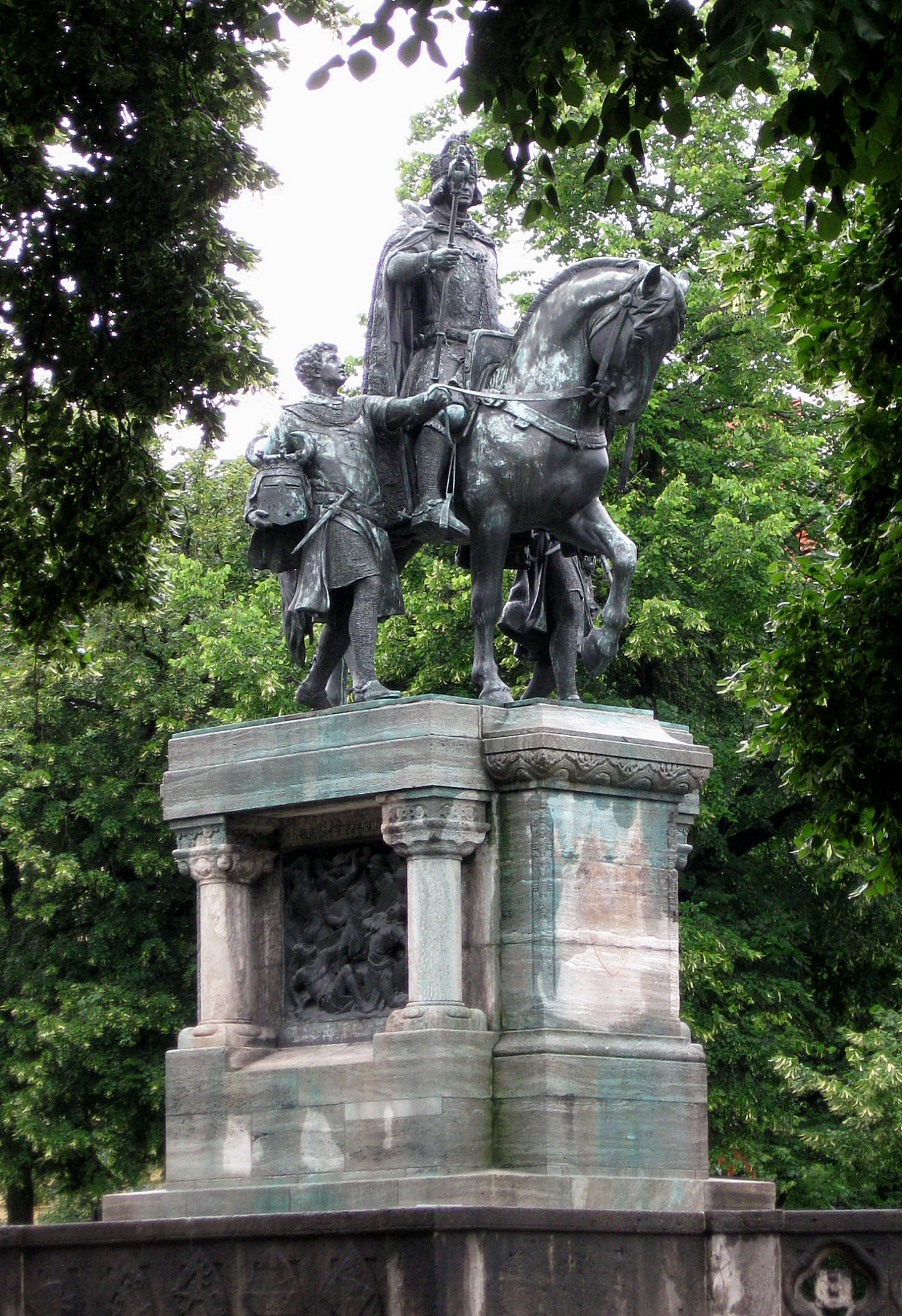
Denkmal für Ludwig den Bayern in München
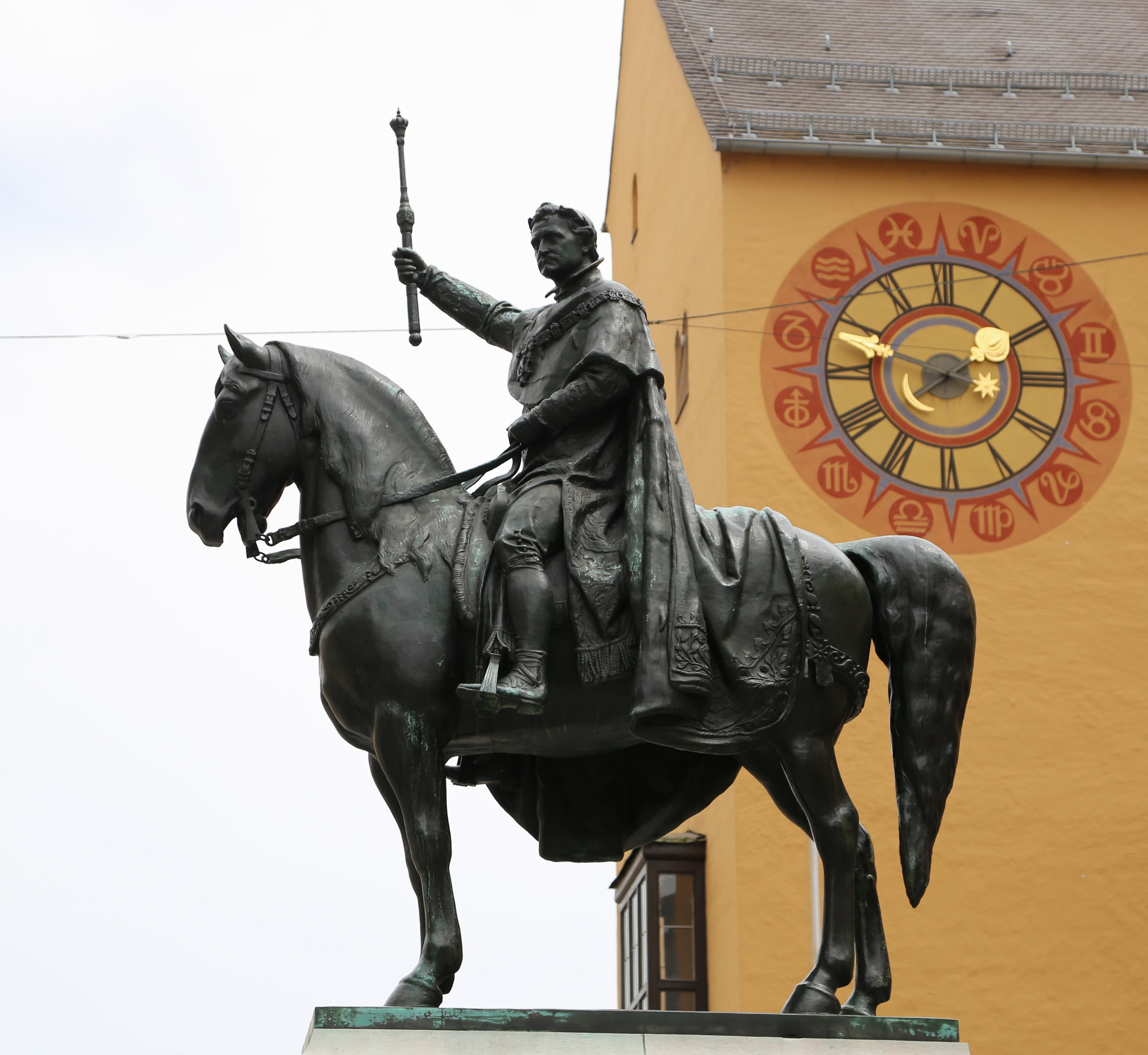
Reiterstandbild für Ludwig I. von Bayern, Regensburg
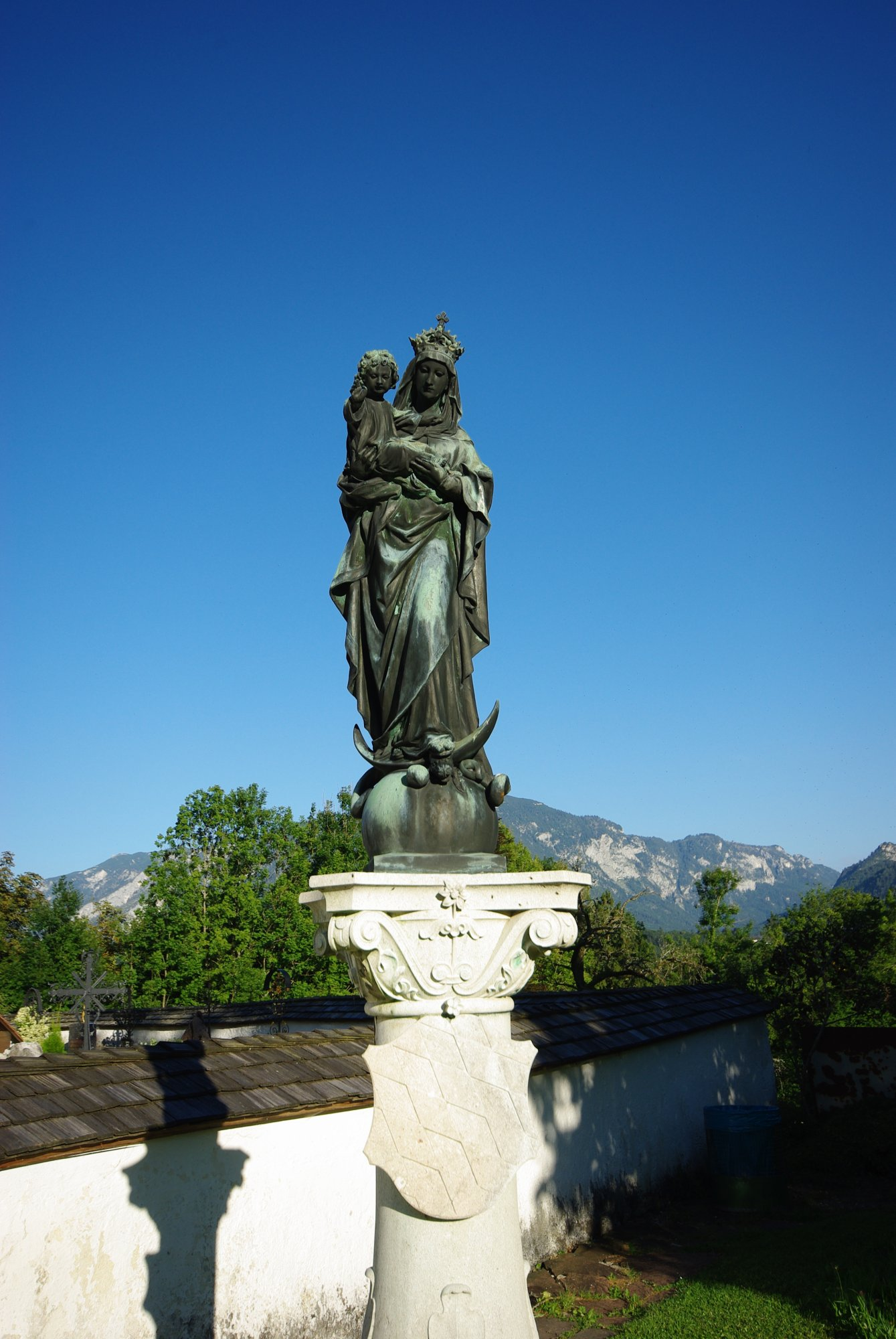
Marienstatue in Bad Reichenhall
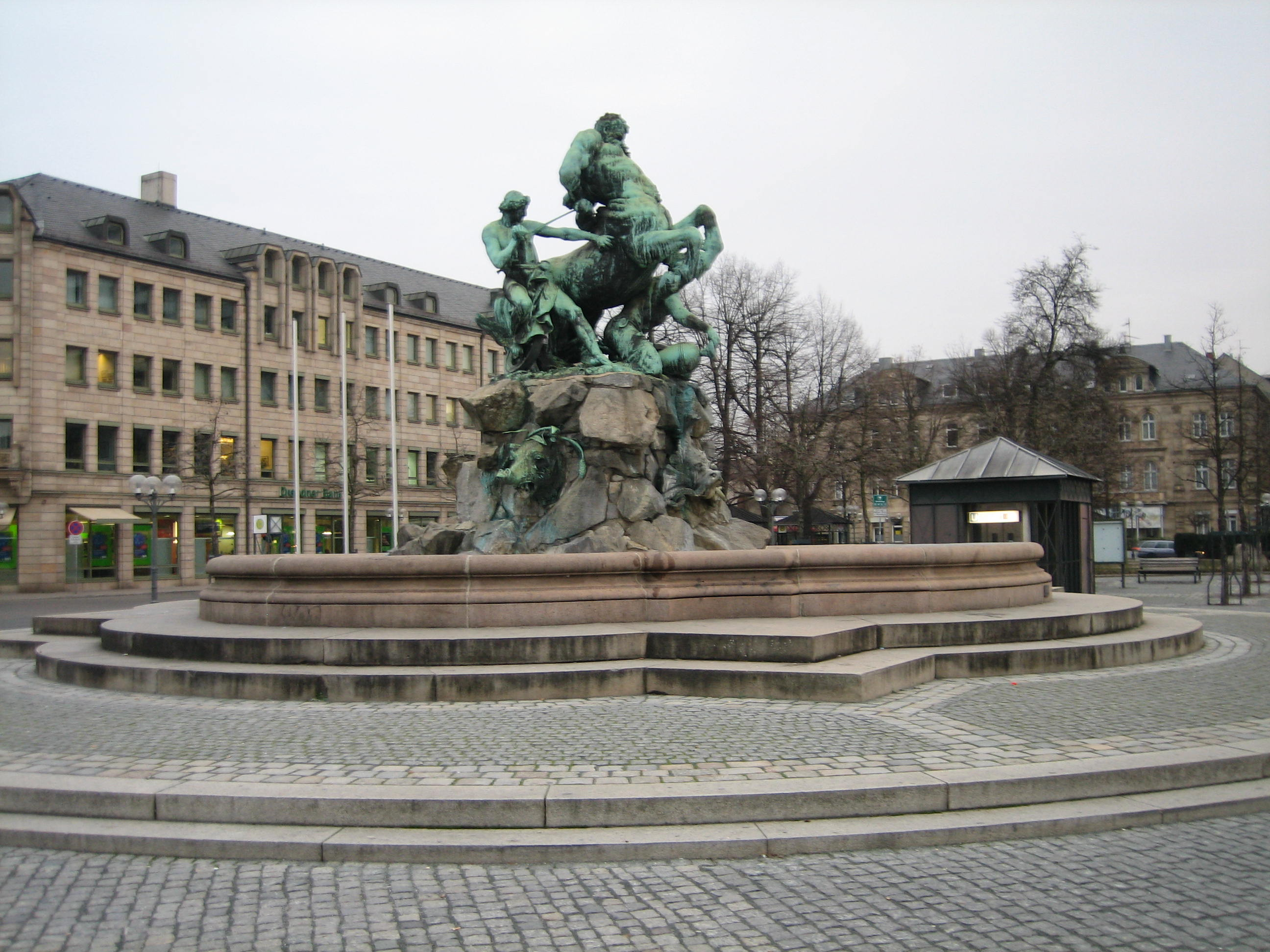
Centauren-Brunnen in Fürth (Entwurf: Rudolf Maison)